# Ягвайдур
Ягвайду́р (рос. Ягвайдур) — присілок у складі Шарканського району Удмуртії, Росія.

## Населення
Населення — 100 осіб (2010; 124 у 2002).
Національний склад станом на 2002:
- удмурти — 97 %

## Урбаноніми[3]
- вулиці — Зарічна